# Сарран, Жан
Жан Раймон Паскаль Сарран (1780, Монпелье — июнь 1844, Париж) — французский журналист и литератор, публицист и драматург.

## Биография
Родился в семье нотариуса в Монпелье. С детства хорошо учился и готовил себя к карьере адвоката, однако сменил свои планы после падения Наполеона в 1814 году. Как журналист после падения Первой империи выделялся своей приверженностью к Реставрации. После революции 1830 года был противником новой династии; исполнял поручения партии легитимистов к герцогине де Берри и королю испанскому Фердинанду VII, который даже наградил его орденом Карла III. Был однажды за свою политическую и литературную деятельность подвергнут тюремному заключению на несколько месяцев. В последние годы жизни отошёл от политической борьбы, скончался в Париже в июне 1844 года, точная дата смерти не установлена.
Произведения его авторства: «Le Premier avril ou retour des Bourbons» (комедия-водевиль, 1814), «Association constitutionnelle pour la défense légale des intérêts légitimes» (Париж, 1821), «De la nécessité et de la légalité des demandes en indemnité à raison des biens vendus par l’Etat» (1821), «Appel d’intérêt public au gouvernement contre le ministère» (1824), «Cri d’indignation contre la censure» (1824), «De l’état actuel de la liberté de la presse» (1824), «Des marchés Ouvrard» (1824), «Du ministère Villèle et de ses oeuvres» (1825), «Défense de la liberté de la presse contre les attaques de M. de Bonald» (1826), «Le Mal et le remède» (1827), «De l’insurrection et de la légitimité» (1832).